# Svetislav Stojanović
Svetislav Stojanović (srbsko Светислав Стојановић), srbski general, * 12. november 1920, † ?.

## Življenjepis
Stojanović, študent tehnike, se je leta 1941 pridružil NOVJ in naslednje leto je postal član KPJ. Med vojno je bil sprva politični komisar bataljona, nato pa poveljnik Leskovškega odreda.
Po vojni je bil pomočnik načelnika Vojaškotehniškega inštituta, načelnik oddelka v upravi SSNO, načelnik in direktor Inštituta za oborožitev,...
Končal je Strojno fakulteto v Beogradu, vojaško akademijo v ZSSR in Visoko šolo za oborožitev v Franciji.